# قائمة البكتيريا المسرطنة
تذكر هذه القائمة الأنواع البكتيرية المُحددة في تعزيزها أو إحداثها:
- نمو نسيجي غير مُتحكم به في الجسم.
- سرطان
- سرطانة
- الأورام الحميدة (تتضمن الحميدة أو بطيئة النمو)
- الأورام
- ساركومة
- أورام محتملة الخباثة
- عدوى مرافقة تعزز نمو الأحداث أعلاه.

## الأنواع أو الأجناس
| الأنواع أو الأجناس                        | سرطانات مرتبطة مُحتملة                                                                                               | المرجع |
| ----------------------------------------- | --- | ------ |
| عصوانية هشة                               | سرطان القولون. | [ 1 ]  |
| بوريليا برغدورفيرية                       | لمفوما النسيج اللمفاوي المرتبط بالمخاطيات.                                                                          | [ 2 ]  |
| عطيفة صائمية                              | مرض مناعي تكاثري في الأمعاء الدقيقة، وهو نوع نادر من لمفوما النسيج اللمفاوي المرتبط بالمخاطيات.                     | [ 2 ]  |
| متدثرة رئوية                              | لمفوما النسيج اللمفاوي المرتبط بالمخاطيات الرئوية.                                                                  | [ 2 ]  |
| متدثرة تراخومية (داء المتدثرات)           | سرطان عنق الرحم. | [ 2 ]  |
| متدثرة ببغائية                            | لمفوما عينية/ملحقاتية (شكل من أورام العين).                                                                         | [ 2 ]  |
| أنواع المطثية                             | سرطان القولون. | [ 2 ]  |
| ملوية صفراء                               | سرطانات صفراوية (مثل سرطان الحويصلة الصفراوية وسرطان الأوعية الصفراوية).                                            | [ 2 ]  |
| ملوية بيزوزيروي                           | لمفوما النسيج اللمفاوي المرتبط بالمخاطيات المَعِدية.                                                                  | [ 2 ]  |
| ملوية هرية                                | لمفوما النسيج اللمفاوي المرتبط بالمخاطيات المَعِدية.                                                                  | [ 2 ]  |
| ملوية طفيلية                              | لمفوما النسيج اللمفاوي المرتبط بالمخاطيات المَعِدية.                                                                  | [ 2 ]  |
| ملوية كبدية                               | سرطان صفراوي. | [ 2 ]  |
| ملوية بوابية                              | سرطان المعدة. | [ 2 ]  |
| ملوية سالومونس                            | لمفوما النسيج اللمفاوي المرتبط بالمخاطيات المَعِدية.                                                                  | [ 2 ]  |
| ملوية خنزيرية                             | لمفوما النسيج اللمفاوي المرتبط بالمخاطيات المَعِدية.                                                                  | [ 2 ]  |
| أنواع المفطورة                            | سرطانات المعدة، والقولون، والمبيض، والرئة (خصوصًا المفطورة المخمرة، والمفطورة الأنافية الخنزيرية، والمفطورة الثاقبة) | [ 2 ]  |
| نيسرية بنية (السيلان)                     | سرطان المثانة ويحتمل سرطان البروستاتا.                                                                              | [ 2 ]  |
| بروبيونية عدية                            | سرطان المثانة وسرطان البروستاتا.                                                                                    | [ 2 ]  |
| سلمونيلا معوية نمطها المصلي نظيرة التيفية | سرطان صفراوي. | [ 2 ]  |
| سلمونيلا معوية نمطها المصلي تيفية فأرية   | سرطان صفراوي. | [ 2 ]  |
| لولبية شاحبة (الزهري)                     | سرطان المثانة ويُحتمل سرطان البروستاتا                                                                               | [ 2 ]  |

## وصلات خارجية
- عداوي مُسرطنة